# Alina Kijów
Alina Kijów (ukr. Жіночий футбольний клуб «Аліна» Київ, Żinoczyj Futbolnyj Kłub "Alina" Kyjiw) – ukraiński kobiecy klub piłkarski z siedzibą w Kijowie.

## Historia
Chronologia nazw:
- 1990—1992: Radosin Kijów (ukr. «Радосін» Київ)
- 1993—1997: Alina Kijów (ukr. «Аліна» Київ)

Kobieca drużyna piłkarska Radosin Kijów została założona w Kijowie na początku 1990. W 1990 klub debiutował w Wtoroj Lidze ZSRR, w której zajął drugie miejsce w 2 grupie. W następnym sezonie 1991 klub zajął tylko szóste miejsce w 2 grupie we Wtoroj Lidze. W 1992 klub debiutował w Pierwszej Lidze Ukrainy, w której zajął 4. miejsce. W rozgrywkach Pucharu Ukrainy odpadł w 1/8 finału. W następnym sezonie klub zmienił nazwę na Alina Kijów i w związku z rozszerzeniem Wyszczej Lihi Ukrainy już występował na najwyższym poziomie, gdzie zajął 11. miejsce. W rozgrywkach Pucharu Ukrainy doszedł do 1/4 finału. W sezonie 1994 klub zdobył brązowe medale Mistrzostw Ukrainy. W rozgrywkach Pucharu Ukrainy w finale przegrał 1:1 i 0:0 z klubem Donećk-Roś Donieck. W sezonie 1995 klub zdobył wicemistrzostwo oraz Puchar Ukrainy. W 1997 klub został mistrzem Ukrainy ale potem został rozformowany.

## Sukcesy
- Wyszcza Liha:

mistrz: 1997
wicemistrz: 1995
3. miejsce: 1994
- Puchar Ukrainy:

zdobywca: 1995
finalista: 1994